# هيلديغارد نيل
هيلديغارد نيل (بالإنجليزية: Hildegarde Neil)‏ هي ممثلة بريطانية، ولدت في 29 يوليو 1939 في لندن في المملكة المتحدة.

## أعمال

### أفلام
- (1973) لمسة من الرقي

## وصلات خارجية
- هيلديغارد نيل على موقع IMDb (الإنجليزية)
- هيلديغارد نيل على موقع قاعدة بيانات الفيلم (الإنجليزية)